# Leucocitosi
La leucocitosi és una afecció en què el recompte de leucòcits està per sobre del rang normal de la sang (per sobre de 10-11 × 10⁹/L en l'adult). Sovint és un signe d'una resposta inflamatòria, més sovint resultat d'infecció, però també pot produir-se després de certes infestacions o tumors ossis, així com de leucèmia. També pot produir-se després d'un exercici intens, convulsions com l'epilèpsia, l'estrès emocional, l'embaràs i el treball, l'anestèsia, com a efecte secundari de la medicació (per exemple, el liti) i l'administració d'adrenalina. Hi ha cinc tipus principals de leucocitosi:
- Neutrofília (la forma més comuna)[5]
- Limfocitosi
- Monocitosi
- Eosinofília
- Basofília

Aquest augment de leucòcits (principalment neutròfils) sol anar acompanyat d'un "desviació a l'esquerre" en la proporció de neutròfils i macròfags immadurs a madurs. La proporció de leucòcits immadurs augmenta a causa de la proliferació i la inhibició dels precursors de granulòcits i monòcits a la medul·la òssia, que s'estimula per diversos productes inflamatoris, inclosos el C3a i el G-CSF. Tot i que pot indicar malaltia, la leucocitosi es considera una troballa de laboratori en lloc d'una malaltia separada; aquesta consideració és similar a la de la febre, que també és un resultat d'una prova en lloc d'una malaltia. Es considera que no hi ha "desviació" en la proporció de neutròfils immadurs a madurs quan hi ha un recompte reduït o una manca de "neutròfils joves" (metamielòcits, i de neutròfils de banda) en frotis de sang, associat a la presència de "neutròfils gegants". Aquest fet mostra la supressió de l'activitat de la medul·la òssia, com a signe hematològic específic per a l'anèmia perniciosa i malalties per radiació.
Un recompte de leucòcits superior a 25 a 30 × 10⁹/L es denomina reacció leucemoide, que és la reacció d'una medul·la òssia sana a un estrès extrem, trauma o infecció. És diferent de la leucèmia i de la leucoeritroblastosi, en què hi ha leucòcits immadurs (leucèmia aguda) o leucòcits madurs i no funcionals (leucèmia crònica) a la sang perifèrica.